# Delta de rupture de levée

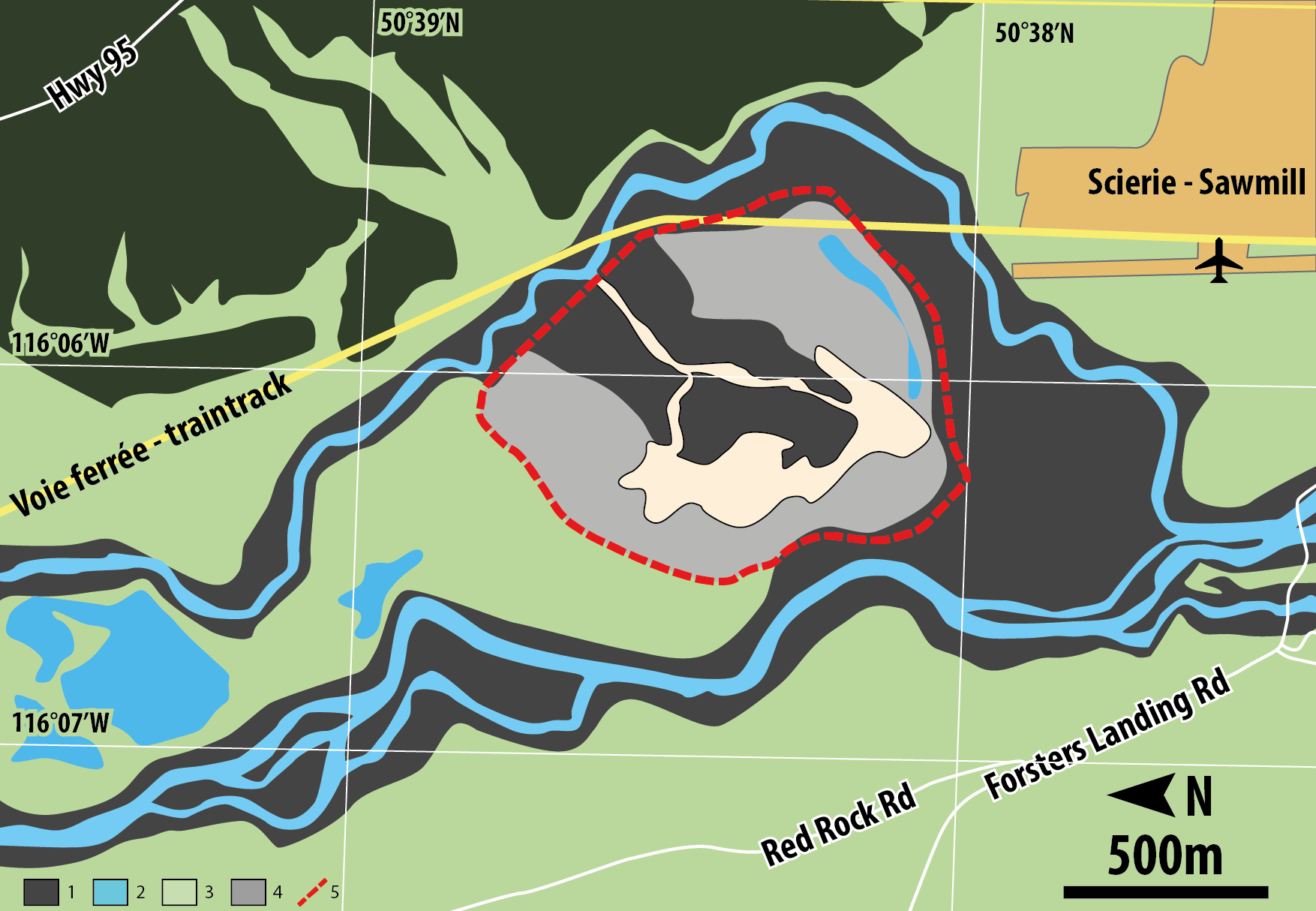
Delta de rupture de levée sur la fleuve Columbia (Canada); 1ː Levées ; 2ː Chenal actif ; 3ː Plaine d'inondation ; 4ː Dépôts de crues en éventail (delta de rupture de levée) ; 5ː Étendue du delta de rupture de levée

Un delta de rupture de levée ou épandage de crevasse (par traduction littérale du terme anglais crevasse splay) est un dépôt fluvial sédimentaire qui se forme lorsqu'un ruisseau brise ses levées naturelles ou artificielles et dépose des sédiments sur une plaine inondable.

## Formation

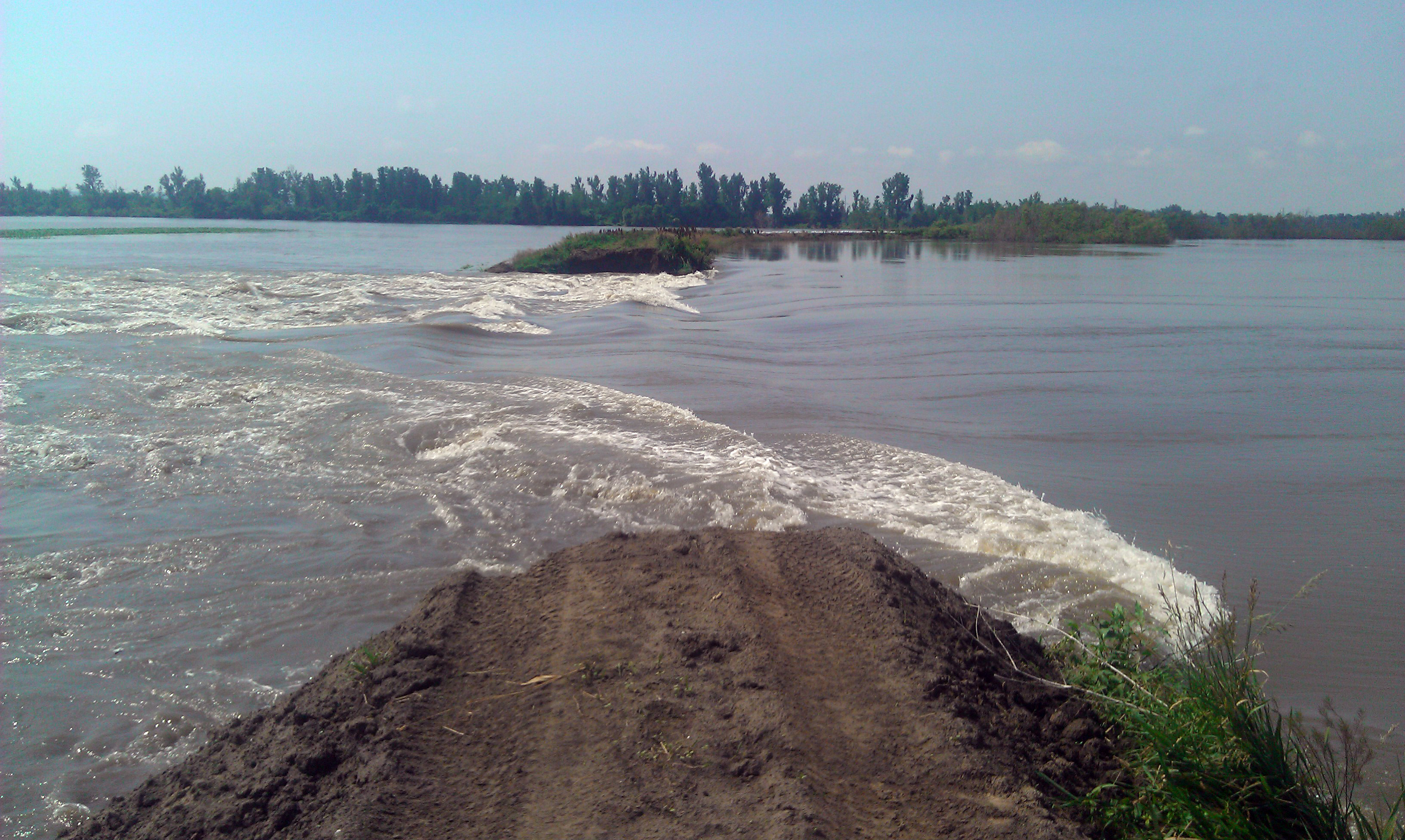
Une rupture de levée aux Etats-Unis (Missouri) en 2011.

Un delta de rupture de levée se forme lors de la brèche de la levée d'un cours d'eau et se manifeste généralement par la formation d'un dépôt sédimentaire en éventail similaire à un cône alluvial. Une fois la levée franchie, l'eau et les sédiments en suspension sortent du chenal principal. Au fur et à mesure que l'eau se répand sur la plaine d'inondation, le niveau d'énergie de l'eau diminue et les sédiments en suspension se déposent. Le dépôt résultant peut créer des dépôts à granulométrie normale (croissante) similaires à ceux trouvés dans les séquences de Bouma.
Dans certains cas, les deltas de rupture de levées peuvent amener une rivière à abandonner son ancien chenal, un processus connu sous le nom d'avulsion. 
Les deltas de rupture de levée se forment le plus souvent sur les levées extérieures des méandres où l'eau a la plus grande énergie. Les formations déposées peuvent faire de quelques centimètres à plusieurs kilomètres de long et avoir une épaisseur de plusieurs mètres.